# Liste des garages et ateliers du métro de Lille
Les garages et ateliers des deux lignes du métro de Lille sont chargés d'assurer, en plus du stockage, tous types de  maintenance des 143 rames VAL qui circulent actuellement sur le réseau. Ils sont au nombre de deux (1 par ligne), et sont situés après les terminus, pour la Ligne 1 : Quatre Cantons - Stade Pierre-Mauroy et pour la Ligne 2 : CH Dron. Il existe d'autre part des garages de stockage qui permettent uniquement de stocker les rames.

## Les garages-ateliers

### Garage-atelier de 4 Cantons (ligne 1)
C'est le 1er garage-atelier à avoir été construit.
Les travaux ont débuté à l'automne 1977 sur un terrain de 12 hectares à Villeneuve-d'Ascq pour s'achever en avril 1979 afin accueillir la livraison de la première rame de métro.
Situé au bout de la ligne 1 (après la station 4 Cantons - Stade Pierre-Mauroy), le garage-atelier regroupe :
- un garage de 1 768 m2 pouvant accueillir 64 rames ;
- un atelier d'une superficie de 5 850 m2 qui est composé de 10 lignes de vérins, d'une zone de bureaux et de petits ateliers d'une superficie totale de 2 067 m2, un local technique de 1 224 m2, une voie double d'essais de 750 m de long et ses équipements ainsi qu'un terrain adjacent de 6 650 m2[1].

L'atelier de 4 Cantons est équipé de 10 postes de réparation et d'entretien : nettoyage des essieux, atelier électrique et électromécanique, contrôle des pneumatiques.
Des ponts de levage soulèvent les rames pour que les mécaniciens, électroniciens et automaticiens puissent atteindre les équipements à réparer.
L'atelier de 4 Cantons est l'atelier de prédilection de la ligne 1 et aux 60 rames VAL 208 circulant sur le réseau VAL (même si quelques-unes roulent ligne 2). 
Néanmoins, de manière rare, même si aucun VAL 206 n'est affecté sur la ligne 1 du métro lillois, il se peut qu'il y ait des VAL 206 qui soient transférés (via la voie de transfert située près de la station porte des postes) sur la ligne 1 et qui soient demandés à l'atelier de 4 Cantons. Cela peut arriver notamment pour des opérations de maintenance beaucoup plus spécifique et non faisable sur les VAL 208 (maintenance uniquement faisable ou privilégiée sur les VAL 206), ou bien d'autres cas de maintenance voire problèmes de maintenance comme : faute de temps ou de moyens à l'atelier ligne 2 de CH Dron, intervention d'un 206 en panne roulant ligne 1, voie d'essai indisponible à CH Dron à cause de rames déjà en essai, etc. Une fois toutes les opérations terminées sur des VAL 206 à l'atelier de 4 Cantons, elles roulent sur la ligne 1, Puis retournent (sauf cas exceptionnel) quelque temps après sur la ligne 2 qui est leur ligne de prédilection.
À la différence de la voie d'essai de CH Dron (ligne 2), au vu de la capacité, la longueur et la distance de la voie d'essai de 4 Cantons, c'est désormais sur cette voie que toutes les rames VAL 206 et VAL 208 sont testées avant leur mise en exploitation commerciale, y compris après d'énormes et d'importantes réparations.
Une piste d'essai, avec une station et une portion en pente ont été aménagées à la périphérie du garage-atelier afin de recréer les conditions réelles de circulation.
Les premiers bureaux de la COMELI (l'ancienne compagnie chargée de l'exploitation du VAL) ainsi que le premier poste de commande et de contrôle (PCC) du métro étaient situés sur le site du garage-atelier.

### Garage-atelier de CH-Dron (ligne 2)
Construit en 2001 lors de la fin de l'extension de la ligne 2, l'atelier est situé à Tourcoing après la station CH-Dron au bout de la ligne 2. Ce garage-atelier regroupe :
- un garage d'une superficie de 3 650 m2 pouvant accueillir 30 rames ;
- un atelier de 9 600 m2 composé de 12 lignes de vérins, d'une zone de bureaux et de petits ateliers de 1 900 m2, une voie simple d'essais d'environ 400 m de long et ses équipements[3].

L'atelier de CH Dron est l'atelier de prédilection de la ligne 2 et aux 83 rames VAL 206 circulant sur le réseau. 
Cependant, des VAL 208 peuvent faire leur maintenance à l'atelier de CH Dron si des rames VAL 208 roulant ligne 2 doivent subir des interventions de maintenance sur la ligne 2 dû à des pannes, etc.

## Les garages de stockage
En plus des garages-ateliers, il existe des garages destinés uniquement au stockage des rames, il y en a actuellement trois :
- le garage souterrain Mac Donald situé à Mons-en-Barœul peu après la station Fort de Mons sur la ligne 2 : d'une superficie de 3 935 m2, il peut accueillir jusqu'à 22 rames [4];
- le parking aérien situé après la station CHU - Eurasanté (ligne 1) qui peut stocker jusqu'à 6 rames.
- Le garage de stockage du grand but situé à Lomme au bout de la ligne 2 après la station Saint-Philibert. D'une superficie de 3 840 m2, le garage peut accueillir 36 rames.